# Таинственный остров (мультфильм, 2019)
«Таинственный остров» (латыш. Projām, англ. Away — «Прочь») — фэнтезийный анимационный фильм 2019 года, первый полнометражный фильм латвийского режиссёра Гинтса Зилбалодиса. Зилбалодис выступил также в роли сценариста, продюсера, оператора и композитора фильма. Фильм был создан в компьютерной программе Autodesk Maya. Сюжет фильма строится вокруг опасного путешествия мальчика по загадочном острову, куда он попадает на парашюте. Как и во втором полнометражном фильме режиссёра «Поток», в «Таинственном острове» нет диалогов.

## Сюжет
Мальчик приходит в себя в пустынной местности, вися на дереве на стропах зацепившегося парашюта. К нему медленно приближается чёрный человекоподобный великан и пытается схватить его, но мальчик выскальзывает и убегает от великана. Он пробегает сквозь круглое отверстие пещеры и оказывается в месте, где растут растения и протекает река, а вдали видно море. Великан останавливается возле круглого входа и продолжает неподвижно стоять там. Вскоре мальчик находит мотоцикл, а также рюкзак с подзорной трубой, компасом и картой острова: на карте обозначен порт, который находится на другом конце острова, пройти туда можно только минуя великана. К мальчику прибивается жёлтая птичка, не умеющая летать. В какой-то момент птичка выбегает из пещеры, и великан накрывает её своим телом, превращаясь в колышущийся чёрный шар, однако мальчик забирает птицу и снова укрывается в пещере.
Проведя некоторое время в пещере и возле реки, мальчик решается покинуть укрытие. Он сажает птицу в рюкзак и на мотоцикле проезжает мимо великана, а затем продолжает путь по острову. По дороге он видит животное наподобие косули, которое позже убивает преследующий мальчика великан. Перейдя по деревянному мосту над глубокой пропастью, мальчик решает остановить великана, сбросив на мост огромный камень. Великан падает в пропасть, но в это время небольшой хищник типа лисы нападает на птенца, который впервые взлетает. Он также чуть не гибнет в пропасти, но появившаяся белая птица помогает ему снова взлететь наверх и спастись. Продолжая путь, мальчик пересекает озеро с твёрдой зеркальной поверхностью, по которому прямо перед ним проходят три слона. Жёлтая птичка взлетает и присоединяется к пролетающей стае белых птиц.
Во время ночёвки мальчику снится падающий самолёт: сам он летит на парашюте, а вокруг него падают вниз чёрные великаны. На следующий день мальчик встречает большую стаю чёрный котов, которые сидят возле углубления в земле, в котором находится озеро, из которого время от времени вверх поднимается огромная струя воды. Он набирает воду в свою флягу. Мимо проходит черепаха. Тем временем жёлтая птичка видит, что великан поднялся по опорам моста наверх и вновь преследует мальчика. По дороге великан накрывает собой стаю кошек, а все белые птицы, пролетающие мимо, падают на землю, в живых остаётся только жёлтая птичка.
По дороге мальчик помогает подняться черепахе, которая перевернулась и не может встать. Он находит обломки упавшего самолёта и пережидает под ними дождь. Продолжая путь, он попадает в заснеженные горы и вынужден слезть с мотоцикла и вести его рядом. Начинается сильная буря, обессилевшего мальчика настигает великан и поглощает его. Мальчик словно падает сквозь длинный тоннель, из которого его вытаскивает подоспевшая птичка, великан же взрывается. С горы мальчик видит порт, к которому он держит путь. В это время с гор сходит лавина, и мальчик пытается убежать от неё, но останавливается перед обрывом. Затем он разгоняется на мотоцикле и прыгает с обрыва, после чего выплывает и видит вдали берег, а на нём людей.

## Награды
- 2019 — Международный фестиваль анимационных фильмов в Анси — Приз лучшему фильму в секции Contrechamp[8][9]
- 2019 — Большой Кристап — Приз «Большой Кристап» лучшему анимационному фильму[10]
- 2019 — Большой Кристап — Специальный приз FIPRESCI[10]
- 2019 — Страсбургский кинофестиваль европейской фантастики — Приз лучшему анимационному фильму (разделён с мультфильмом «Я потеряла своё тело»)[11]

Фильм также номинировался на премию «Энни» за лучшую музыку в анимационном полнометражном фильме.

## Создание
Создатель фильма Гинтс Зилбалодис резюмировал его содержание как историю о мальчике, совершающем созерцательное путешествие по странному острову в поисках возвращения домой. Он также подчеркнул, что для него это фильм о герое, который одинок и пытается установить связи с другими.
Отвечая на вопрос интервьюера о том, повлияла ли на его фильм книга «Маленький принц», Залбилодас ответил, что читал её очень давно, но, возможно, она оставила в нём свой след на подсознательном уровне. Он также признался в любви к мультфильмам студии Ghibli и работам Фумито Уэды. Источниками вдохновения для пейзажей в «Таинственном острове» послужили, среди прочих, Исландия, Япония и остров Лансароте, а среди музыкальных пристрастий режиссёр назвал Филипа Гласса, Макса Рихтера, Йоуханна Йоуханнссона, Трента Резнора и Аттикуса Росса. Работа над фильмом заняла примерно три с половиной года.

## Критика
Мультфильм получил 100 % положительных отзывов критиков на сайте Rotten Tomatoes.